# Constant d'integració
En càlcul, la integral indefinida d'una funció donada (és a dir, el conjunt de totes les primitives de la funció) s'escriu sempre amb una constant, la constant d'integració. Aquesta constant expressa una ambigüitat inherent a la construcció de primitives. Si una funció f es defineix en un interval i F és una primitiva de f, llavors el conjunt de totes les primitives de f vé donat per les funcions F (x) + C, amb C, una constant arbitrària.

## Origen de la constant
La derivada de qualsevol funció constant és zero. Un cop s'ha trobat una primitiva F, sumant-li o restant-li una constant C s'obté una altra primitiva, perquè (F + C) ' = F ' + C ' = F '. La constant és una manera d'expressar que cada funció té un nombre infinit de primitives diferents.
Per exemple, suposeu que es vol trobar les primitives de cos(x). Una d'aquestes primitives és sin(x). Un altre és sin(x)+1. Una tercera és sin(x)-π. Cada una d'aquestes funcions té per derivada cos(x), per tant totes són primitives de cos(x).
Resulta que afegir i restar constants és l'únic grau de llibertat que hi ha en trobar primitives diferents de la mateixa funció. És a dir, totes les primitives són les mateixes tret d'una constant. Per expressar aquest fet per a cos(x), s'escriu:
{\displaystyle \int \cos(x)\,dx=\sin(x)+C.}
Substituint C per un nombre qualsevol, s'obté una primitiva. En canvi, escrivint C en comptes d'un nombre s'obté una descripció compacta de totes les primitives possibles de cos(x). C s'anomena la constant d'integració. Es pot comprovar fàcilment que totes aquestes funcions són, en efecte, primitives de cos(x):
| {\displaystyle {d \over dx}[\sin(x)+C]} | {\displaystyle ={d \over dx}[\sin(x)]+{d \over dx}(C)} |
|                                         | {\displaystyle =\cos(x)+0\,}                           |
|                                         | {\displaystyle =\cos(x)\,.}                            |

## Necessitat de la constant
A primera vista pot semblar que la constant és innecessària, ja que es pot posar a zero. A més, en avaluar integrals definides emprant el teorema fonamental del càlcul, la constant sempre s'anul·larà.
Però, intentar posar la constant igual a zero, no sempre té sentit. Per exemple, 2sin(x)cos(x) es pot integrar de dues maneres diferents:
| {\displaystyle \int 2\sin(x)\cos(x)\,dx} | {\displaystyle =\sin ^{2}(x)+C\,}    |
|                                          | {\displaystyle =-\cos ^{2}(x)+1+C\,} |

| {\displaystyle \int 2\cos(x)\cos(x)\,dx} | {\displaystyle =-\cos ^{2}(x)+C\,}   |
|                                          | {\displaystyle =\tan ^{2}(x)-1+C\,.} |

Per tant, fixant C a qulsevol valor encara deixa una constant. Això significa que, per a una funció donada, no hi ha cap fórmula "més simple".
Ignorant la constant d'integració, es pot construir una demostració que 1=0, que ha de ser òbviament invàlida.
Un altre problema amb igualar C a zero és que a vegades es vol trobar una primitiva que té un valor donat en un punt donat. Per exemple, per a obtenir la primitiva de cos(x) que té el valor 100 a x =π, només hi ha un valor de C que funciona (en aquest cas C = 100).
Aquesta restricció es pot reformular en el llenguatge de les equacions diferencials. Trobar una integral indefinida d'una funció f(x) és el mateix que resoldre l'equació diferencial dy/dx = f(x) . Qualsevol equació diferencial té moltes solucions, i cada constant representa la solució única d'un problema de valor inicial ben definit. Imposar la condició que la primitiva prengui el valor 100 a x = π és una condició inicial. Cada condició inicial correspon a un i només un valor de C, així sense C seria impossible resoldre el problema.
Hi ha una altra justificació, que ve de l'àlgebra abstracta. L'espai de totes les funcions reals sobre el conjunt dels nombres reals (adequades) és un espai vectorial, i l'operador diferencial
d/dx
és un operador lineal. L'operador d/dx fa correspondre una funció a zero si i només si la funció és constant. Consegüentment, el nucli de d/dx és l'espai de totes les funcions constants. El procés d'integració indefinida equival a trobar una antiimatge d'una funció donada. No hi ha cap antiimatge canònica per a una funció donada, però el conjunt de totes les tals antiimatges formen una classe lateral. Escollir una constant és el mateix que escollir un element de la classe lateral. En aquest context, resoldre un problema de valor inicial s'interpreta com pertànyer a l'hiperplà donat per les condicions inicials.

## Motiu per a una diferència constant entre primitives
Aquest resultat es pot establir formalment d'aquesta forma: Siguin F:R→R i G:R→R dues funcions derivables a tot arreu. Suposeu que F'(x) = G'(x) per a tots els nombres reals x. Llavors existeix un nombre real C tal aquell F(x) - G(x) = C per a tot x real.
Per demostrar això, fixeu-vos que [F(x) - G(x)]' = 0. Per tant, F es pot substituir per F-G i G per la funció constant 0, això transforma el problema en el de demostrar que una funció derivable a tot arreu que té per derivada la funció constant zero ha de ser la funció constant:
S'escull un nombre real a, i es fa C=F (a). Per a qualsevol x, el teorema fonamental del càlcul estableix que
| {\displaystyle {\begin{aligned}\int _{a}^{x}0\,dt&=F(x)-F(a)\\&=F(x)-C,\end{aligned}}} |
cosa que implica que F(x)=C. Per tant, F és una funció constant.
Hi ha dos fets crucials en aquesta prova. Primer, la recta real és un espai connex. Si la recta real no fos connexa,no sempre es podria integrar des d'un punt fix a fins a qualsevol x donat. Per exemple si es tractés de funcions definides en la unió dels intervals[0,1] i [2,3], i si a fos 0, llavors no seria possible integrar de 0 a 3, perquè la funció no estaria definida entre 1 i 2. En aquest cas hi hauria dues constants, una per a cada component connex del domini de la funció. En general, a base de substituir constants per funcions localment constants es pot estendre aquest teorema a dominis no connexos.
Segon, F i G s'ha suposat que són derivables a tot arreu. Si F i G no són derivables a tan sols un punt, el teorema falla. Per exemple, sia F(x) la funció graó, que val 0 per a valors negatius de x i 1 per a valors no negatius de x, i sia G(x)=0. Llavors la derivada de F és zero a atot arreu on està definida, i la derivada de G és sempre zero. Tanmateix és clar que F i G no difereixen en una constant.
Fins i tot si se suposa que F and G són contínues a tot arreu i derivables gairebé a tot arreu el teorema encara falla. Com a exemple, agafis com a F la funció de Cantor i altre cop sia G = 0.